# MASSIVE
MASSIVE (Multiple Agent Simulation System in Virutal Environment o Sistema de simulació d'agents múltiples en àmbit virtual) és un programari d'alta qualitat per a l'animació per ordinador i la creació d'intel·ligència artificial que s'utilitza per a generar efectes visuals relacionats amb multituds per a televisió i cinema. 

## El programa
El software MASSIVE va ser desenvolupat per Stephen Regelous per la indústria dels efectes visuals. La característica principal del programa és la capacitat que té per crear milers d'éssers (i fins i tot milions en ordinadors potents) que actuïn individualment sense haver-los de programar un per un de manera personalitzada. A través de la lògica difusa, el programa permet a cada ésser creat respondre individualment als fets que l'envolten, incloent d'altres éssers. Aquestes accions que du a terme cada agent es desenvolupen a partir d'animacions pre-generades, combinant, per exemple, clips de dos personatges interactuant o movent-se de manera realista. El software permet utilitzar animacions generades a partir de captura de moviment o generades per altres programes d'animació 3D. A part de la intel·ligència artificial del programa MASSIVE, també disposa d'altres característiques, com per exemple la simulació del moviment de robes. MASSIVE també ha permès la creació d'agents pre-configurats preparats per desenvolupar certes tasques, com per exemple, multituds de seguidors en un estadi o persones que caminen pel carrer i parlen entre elles.

## Història
MASSIVE va ser desenvolupat a Wellington, Nova Zelanda atès que el director de El Senyor dels Anells, Peter Jackson, necessitava un  Software que li generés centenars de milers de soldats lluitant entre ells. Com que el cinema no s'havia trobat amb aquest problema anteriorment, Stephen Regelous el va crear per permetre a Weta Digital generar els efectes visuals que tants premis van guanyar, com per exemple les batalles dels Camps de Pèlennor o la de l'Abisme de Helm. Des de llavors el software s'ha anat millorant i s'ha convertit en un productes complet que utilitzen moltes empreses d'efectes visuals.

## Produccions
Aquestes són les produccions més rellevants en les quals ha participat MASSIVE. 
- El Senyor dels Anells
- Rise of the Planet of the Apes
- Avatar
- Les Cròniques de Narnia: el Lleó, la Bruixa i l'Armari
- King Kong
- Banderes dels nostres pares
- Carlton Draught: Big Ad
- Jo, Robot
- Category 7: The End of the World
- Blades of Glory
- Eragon
- La Mòmia: la tomba de l'emperador drac
- Happy Feet
- 300